# Abena
Abena (en aragonès Avena) és una localitat espanyola perteneixent al municipi de Jaca, a la Jacetània, Província d'Osca, Aragó, a 876 metres d'altitud.

## Situació
Abena se situa prop dels límits del municipi de Samianigo; accessible per moltes pistes forestals, des del poble de Baranguá, Navasa, sent també accessible des de la capital municipal, Jaca de la qual dista 18 km. És travessat per la riera d'Abena i situat en el vessant sud de la serra de bueixin. Es troba a uns 61 km d'Osca.

## Història
Al segle xviii es construeix l'església parroquial de Sant Miquel Arcàngel.
El 1941, per l'Ordre del 23 d'abril, publicada al Butlletí Oficial de l'Estat, nombre 110, es va incorporar a terme de Navasa.
El 1964, juntament amb tot el terme de Navasa, es va incorporar a Guasa, pel Decret nombre 1758-1764, del 4 de juny, publicat al Butlletí Oficial de l'Estat nombre 148, del 20 de juny.
Finalment, el 1966 passa a formar part de Jaca, quan aquesta incorpora part de l'antic terme de Guasa (tot excepte els nuclis de Pardinella, Rapún, Sasal, la Pardina de Ayes i Ibort que s'incorporen a Samianigo), d'acord amb els termes del Decret 2540/66 del 10 de setembre, publicat al Butlletí Oficial de l'Estat nombre 243, de l'11 d'octubre.
El 6 juny de 1984 es va produir un incident amb una unitat de la Companyia d'Operacions Especials de l'Exèrcit de Terra, la qual, durant unes maniobres a la zona, va simular l'afusellament de l'alcalde del municipi i d'un altre veí amb bales de fogueig. Els responsables de l'acció van ser condemnats per un tribunal militar.

## Demografia

### Localitat
Dades demogràfiques de la localitat d'Abena des de 1900:
| 135                                    | 141 | 136 | 121 | 111 | 110 | 83 | 60 | 38 | 27 | 23 | 21 | 16 |
| Dades referides a la població de dret. |     |     |     |     |     |    |    |    |    |    |    |    |

### Antic municipi
Dades demogràfiques del municipi d'Abena des de 1842:
| 161 | -- | -- | -- | -- | 310 | 323 | 327 | 286 | 258 | 225 | -- | -- | -- |
| Entre el Cens de 1857 i l'anterior, aquest municipi desapareix perquè s'integra en el municipi de Binué. - Dades referides a la població de dret, excepte en els Censos de 1857 i 1860 que es refereixen a la població de fet. |    |    |    |    |     |     |     |     |     |     |    |    |    |